# Schoenherria palawana
Schoenherria palawana är en skalbaggsart som beskrevs av Moser 1915. Schoenherria palawana ingår i släktet Schoenherria och familjen Melolonthidae. Inga underarter finns listade i Catalogue of Life.